# Lucije II.
Lucije II., papa od 9. ožujka 1144. do 15. veljače 1145. godine.

## Životopis
Rodio se kao Gerardo Caccianemici dal Orso u Bologni, ali godina i datum rođenja nisu poznati. Otac mu se zvao Orso Caccianemici. Više godina je bio svećenik u Bazilici San Ferdinao, dok ga nije papa Honorije II. ustoličio za kardinala 1124. godine. Bio je papinski izaslanik za Njemačku dva puta. Umro je 15. veljače 1145., a pokopan je u bazilici sv. Ivana Lateranskog.